# Los Angeles County Fire Department
De Los Angeles County Fire Department (afgekort: LACoFD) is de brandweerdienst van Los Angeles County. De LACoFD is verantwoordelijk voor het beschermen van inwoners en gebouwen tegen brand in Los Angeles County.
Van de 88 steden die zich in Los Angeles County bevinden, hebben 29 steden (waaronder Los Angeles, Beverly Hills, Compton, Anaheim en Long Beach) hun eigen brandweerkorps. De overige 59 (+1 in Orange County) steden en de gemeentevrije zones, vallen onder het werkgebied van de LACoFD. 
Er zijn 4.700 mensen werkzaam bij de LACoFD. Dit zijn onder anderen brandweerlieden, paramedici en kustwachters. In de veiligheidsregio wonen ongeveer 4,1 miljoen mensen en zijn er 1,25 miljoen gebouwen te vinden.

## Geschiedenis
Eind negentiende eeuw, begin twintigste eeuw bestonden er twee brandweerkorpsen in Los Angeles County. Het eerste korps, de County Forester was verantwoordelijk voor de bescherming van natuurgebieden in de county en ook voor het beheer ervan. Het tweede korps, de County Fish and Game Warden, was de brandwacht in de county. In 1911 richtte het bestuur van de county het Los Angeles County Forestry Department op.
Toen in 1919 135.000 hectare land in de county door brand was verwoest, besloot het bestuur om de korpsen samen te voegen tot één korps, de County Forester and Fire Warden (F&FW). Tussen 1923 en 1925 werd het korps opgedeeld in 31 brandweerdistricten.
In 1949 werd het Consolidated Fire Protection District opgericht door het bestuur van Los Angeles County, door het samenvoegen van de brandweerdistricten van de jaren 20. Tussen 1967 en 1986 was de veiligheidsregio van de LACoFD opgedeeld in vier brandweerdistricten, die allemaal onder het bevel van de raad van toezicht (Board of Supervisors) stonden. Naast deze vier brandweerdistricten was er ook nog het district van de County Forster and Fire Warden. Hoewel beide korpsen wettelijk van elkaar gescheiden waren, opereerden ze samen als één korps.
In 1956 werd door de toenmalige brandweercommandant het Lakewood Plan opgesteld. Hierdoor konden steden ervoor kiezen contracten te sluiten met het brandweerkorps van de county voor brandweerdiensten. Deze steden betaalden jaarlijks belasting aan de brandweerdistricten. In 1978 kwam er een belastingwet en waren de verschillende brandweerdistricten niet meer nodig. De vier brandweerdistricten werden samengevoegd tot één brandweerdistrict, de Consolidated Fire Protection District (CFPD). In 1992 nam de CFPD de F&FW over en kreeg deze de verantwoordelijkheid om ook alle gemeentevrije zones te beschermen.

## Organisatie
De LACoFD staat onder het bevel van de brandweercommandant (Fire Chief). De huidige brandweercommandant is Daryl L. Osby.
Het korps in onderverdeeld in drie hoofdbureaus: Emergency Operations, Business Operations en het Leadership & Professional Standards Bureau. Elk van deze drie bureaus staat onder het bevel van een Deputy Chief.

### Emergency Operations

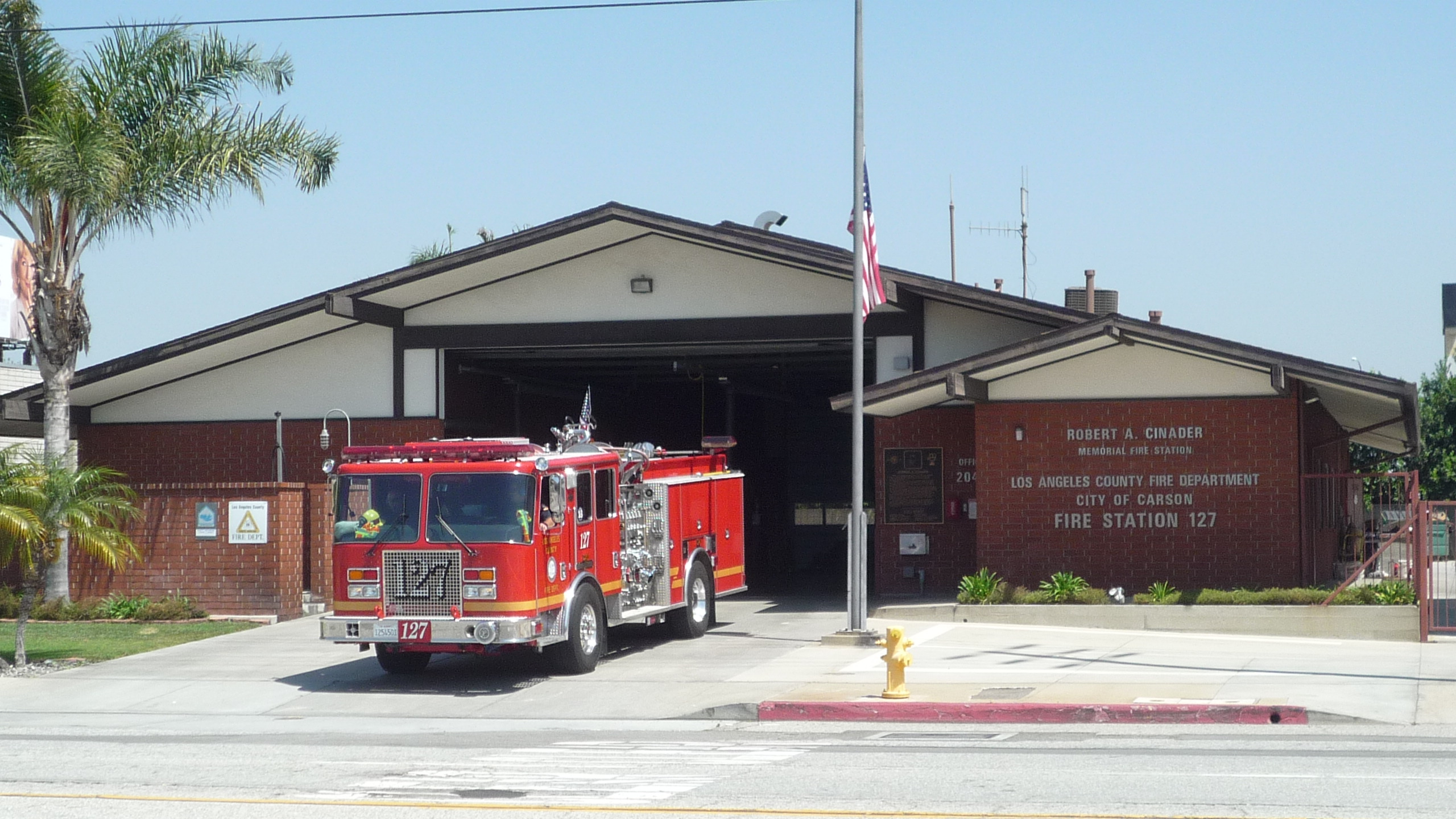
Brandweerkazerne van de LACoFD

Emergency Operations is onderverdeeld in vier bureaus. Drie van die bureaus bestaan uit brandweerkazernes en hebben elk een eigen district in de county. Deze bureaus heten het North Operations Bureau, het Central Operations Bureau en het East Operations Bureau. Het vierde bureau, het EMS Bureau, is verantwoordelijk voor ambulances en ziekenzorg in de county.
De drie bureaus zijn onderverdeeld in 9 divisies en 22 bataljons en bieden bescherming aan 59 steden en gemeentevrije gebieden in Los Angeles County. Een divisie staat onder het commando van een Assistant Chief en een bataljon wordt geleid door een Battalion Chief.

### Business Operations
Business Operations in onderverdeeld in drie bureaus, het Prevention Services Bureau, het Administrative Services Bureau en het Special Services Bureau. Een bureau staat onder het bevel van een Deputy Chief. Het Prevention Services Bureau is verantwoordelijk voor het voorkomen van brand en telt drie divisies: de Fire Prevention Division, de HAZMAT Division en de Foresty Division. Het Administrative Services Bureau is verantwoordelijk voor het beheer en is onderverdeeld in een Human Resources Division (personeelsbeleid), een Financial Management Division, een Materials Management Division en een Information Management Division. Als laatste is er het Special Services Bureau, dat verantwoordelijk is voor het commando en onderhoud van de voertuigen en kazernes.
De drie bureaus hebben samen tien divisies. Een bureau staat onder het bevel van een Deputy Chief. Een divisie wordt geleid door een Assistent Chief of een Chief.

### Leadership & Professional Standards Bureau
Het Leadership & Professional Standards Bureau is verantwoordelijk voor de afhandeling van personeelszaken en de organisatie. Er zijn vier divisies en twee secties binnen het Leadership & Professional Standards Bureau. Een divisie staat onder het bevel van een Chief of Battalion Chief.

### Rangen
| Rang                                                    | Afkorting |
| ------------------------------------------------------- | --------- |
| Fire Chief                                              | FC        |
| Chief Deputy                                            | CD        |
| Deputy Chief (bureaucommandant)                         | DC        |
| Assistent Chief (divisiecommandant)                     | AC        |
| Battalion Chief (bataljonscommandant)                   | BC        |
| Fire Captain                                            | FC        |
| Firefighter Specialist/Engineer (chauffeur op voertuig) | FFS       |
| Firefighter Paramedic (ambulancepersoneel)              | FF/PP/FP  |
| Firefighter Emergency Medial Technician (EHBO'er)       | FF/EMT    |
| Firefighter Trainee                                     | FFT       |